# Deutscher Pfadfinder*innenverband
Der Deutsche Pfadfinder*innenverband e. V. ist ein Dachverband von zwölf eigenständigen Pfadfinderbünden in Deutschland. Als föderativer Zusammenschluss vertritt er die Interessen von circa 29.000 Kindern und Jugendlichen im Alter bis 27 Jahren aus dem gesamten Bundesgebiet. Der DPV ist seit Herbst 2016 Anschlussverband im Deutschen Bundesjugendring (DBJR).
Der als gemeinnützig anerkannte Verband ist wie seine Mitgliedsbünde interkonfessionell und parteipolitisch unabhängig. Neben der Vertretung von Jugendlichen in verschiedenen öffentlichen Gremien zählen Planung und Ausrichtung großer und aufwändiger Schulungen, Lager und Fahrten zu den Aufgaben des DPV.

## Geschichte
Der DPV entstand aus Pfadfindergruppen, die um 1970 den Bund Deutscher Pfadfinder wegen dessen zunehmender Politisierung verließen und eigene, meist regional orientierte Pfadfinderbünde gründeten. Zunächst schlossen sich diese Bünde unter dem Namen Deutsche Pfadfinder e. V. zusammen.
1971 benannte sich dieser Dachverband unter Einbeziehung des Deutschen Pfadfinderbundes (DPB) in Deutscher Pfadfinderverband um. Der DPB verließ den DPV allerdings schon nach wenigen Jahren wieder.
Von 1977 bis 1995 war der DPV Mitglied im Deutschen Pfadfinderring (DPR), in dem außerdem noch die Katholische Pfadfinderschaft Europas, die Europapfadfinder Sankt Michael, die Christliche Pfadfinderschaft Deutschlands und die Christliche Pfadfinderschaft 1921 vertreten waren.
Im Mai 1985 stellte der DPV einen Aufnahmeantrag in den Ring deutscher Pfadfinderverbände (RdP), der aber abgelehnt wurde, mit der Begründung, dass vorher eine Vereinigung mit dem Bund der Pfadfinderinnen und Pfadfinder (BdP) erfolgen müsste. Daraufhin kam es in den folgenden Jahren zu mehreren Gesprächen und Arbeitstreffen zwischen BdP und DPV, die 1989 ergebnislos endeten.
Auf der Mitgliederversammlung 2007 in Berlin ist der Verband Europa-Scouts aus dem DPV ausgetreten, Grund hierfür waren die dauerhaft niedrigen Mitgliedszahlen. Gleichzeitig wurde der Pfadfinder & Pfadfinderinnenbund Nordlicht in den DPV aufgenommen.
2007 fand zum hundertjährigen Jubiläum der weltweiten Pfadfinderbewegung an Pfingsten das Verbandslager Exploris, gemeinsam mit dem BdP LV Nordrhein-Westfalen, in Schwalmtal am Niederrhein statt.
Im September 2022 fand das 52-jährige Jubiläum unter dem Namen DPV GoLd (L für 50 in römischer Zahlenschrift) auf der Jugendburg Ludwigstein statt. Ursprünglich sollte das 50-jährige Jubiläum bereits 2020 gefeiert werden, was jedoch aufgrund der Corona-Pandemie verschoben werden musste. Stattdessen wurde das Jubiläum in Form einer Radiosendung gewürdigt.
Seit 2023 trägt der Verband den Namen Deutscher Pfadfinder*innenverband.

## Mitgliedsverbände
Der DPV fasst als Dachverband derzeit zwölf Pfadfinderbünde zusammen. Die Mitgliedszahlen und Strukturen der einzelnen Mitgliedsverbände sind sehr unterschiedlich, bis auf den Deutschen Pfadfinder*innenbund Mosaik und den Pfadfinderbund Weltenbummler sind alle Mitgliedsverbände regional ausgerichtet. Die Mitgliederzahlen reichen von unter 100 bis hin zu 8.000 Pfadfindern.
Die folgenden Pfadfinderbünde sind Mitglied im DPV (Stand 2010):
- Bund Europäischer Pfadfinder
- Deutscher Pfadfinderbund Hamburg
- Deutscher Pfadfinder*innenbund Mosaik
- Freie Pfadfinderschaft
- Jomsburg – freier Pfadfinderbund
- Pfadfinder*innenbund Nord
- Pfadfinder*innenbund Nordlicht
- Pfadfinderbund Boreas
- Pfadfinderbund Horizonte
- Pfadfinderbund Mecklenburg-Vorpommern
- Pfadfinderbund Weltenbummler
- Pfadfinderschaft Süddeutschland

Ehemalige Mitglieder:
- Deutsche Pfadfinder Landesmark Westfalen (2010 aufgegangen im Pfadfinderbund Boreas)
- Deutscher Pfadfinderbund (ausgetreten)
- Deutscher Pfadfinderbund Nordland (2011 in den Deutschen Pfadfinderbund Hamburg eingetreten)
- Deutscher Pfadfinderverband Gau Westland (2010 aufgegangen im Pfadfinderbund Boreas)
- Europa-Scouts (ausgetreten)
- Pfadfinderbund Süd (ausgetreten)
- Pfadfinderschaft Grenzland (2011 in den Deutschen Pfadfinderbund Mosaik eingetreten)
- Pfadfinderschaft Phoenix (2010 aufgegangen im Pfadfinderbund Boreas)
- Pfadfinderschaft Nordmark (aufgegangen im Pfadfinderbund Boreas)
- Segelschule Fellhorst (DPB-Gründung, aber überbündisch)
- Verband Deutscher Pfadfinder (2018 in den Pfadfinderbund Boreas eingetreten)